# A Margalida
«A Margalida» es una canción compuesta en 1976 por el cantautor Joan Isaac y publicada por primera vez en 1977, por parte de la discográfica Ariola. 

## Historia
A Margalida está inspirada en la ejecución en 1974, en la Cárcel Modelo de Barcelona, del joven anarquista catalán Salvador Puig Antich. La canción trata el tema personalizándolo no en el protagonista de la historia, sino en su compañera sentimental, Margalida Bover.
El tema fue compuesto por el artista con el conocimiento de estar cercano a la situación, dada su proximidad a la familia durante la época en que se desarrolló este suceso. 
La primera versión publicada se incluye en el LP Viure, con la traducción del texto realizada por el poeta José Manuel Caballero Bonald.
Joan Isaac interpreta la canción A Margalida en todas sus actuaciones, generalmente precedida por un texto recogido en el libro Cuenta atrás de Francesc Escribano.

## Información discográfica
Letra y música: Joan Isaac
Año de edición: 1977
Traducción del texto: José Manuel Caballero Bonald
Discos de Joan Isaac donde aparece:
- Viure (Ariola, 1977)
- Planeta Silenci (Stres Music, 1998)
- Només han passat cinquanta anys (Discmedi, 2004)
- Bàsic (Discmedi, 2007)
- Duets (Discmedi, 2007)

Obras colectivas donde aparece:
- Les cançons de Temps era temps d´Àngel Casas" (TV3, 2000)
- Canto por el cambio (Uruguay, 2004)
- Cantautores para la Libertad (Dro East West, 2005)
- Tiempos de lucha (V2 Records, 2005)
- Cantautar (Vicious Records, 2006) interpretada por Edu Monteagudo
- Aquelles cançons de la cançó (Picap-Discmedi, 2004)